# Stichopogon barbistrellus
Stichopogon barbistrellus là một loài ruồi trong họ Asilidae. Stichopogon barbistrellus được Loew miêu tả năm 1854. Loài này phân bố ở vùng Cổ Bắc giới.